# Buitenplaats

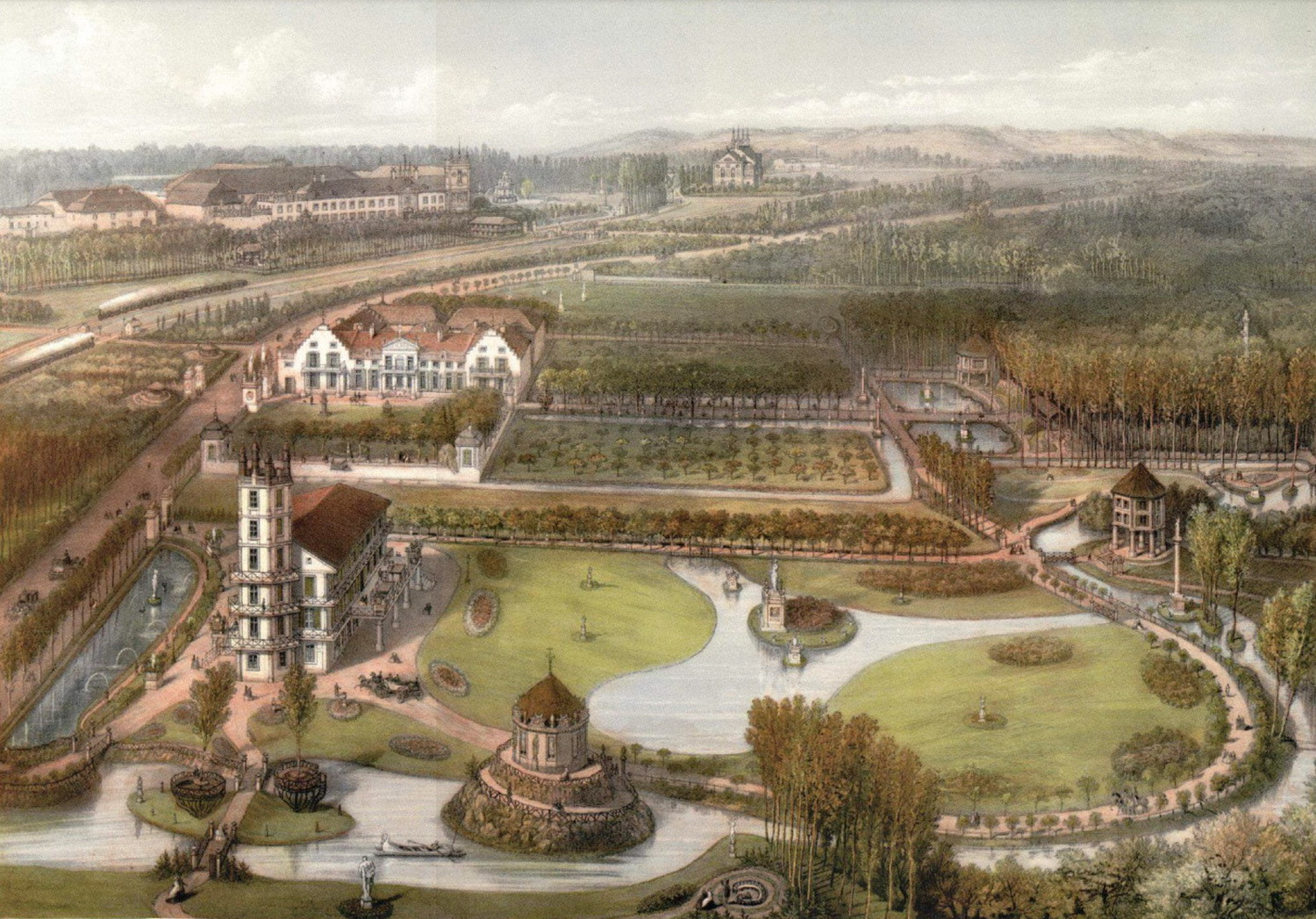
Drie buitenplaatsen ten noorden van Maastricht op een prent uit 1863: La Petite Suisse (voorgrond), La Grande Suisse (midden) en Vaeshartelt (achtergrond links).

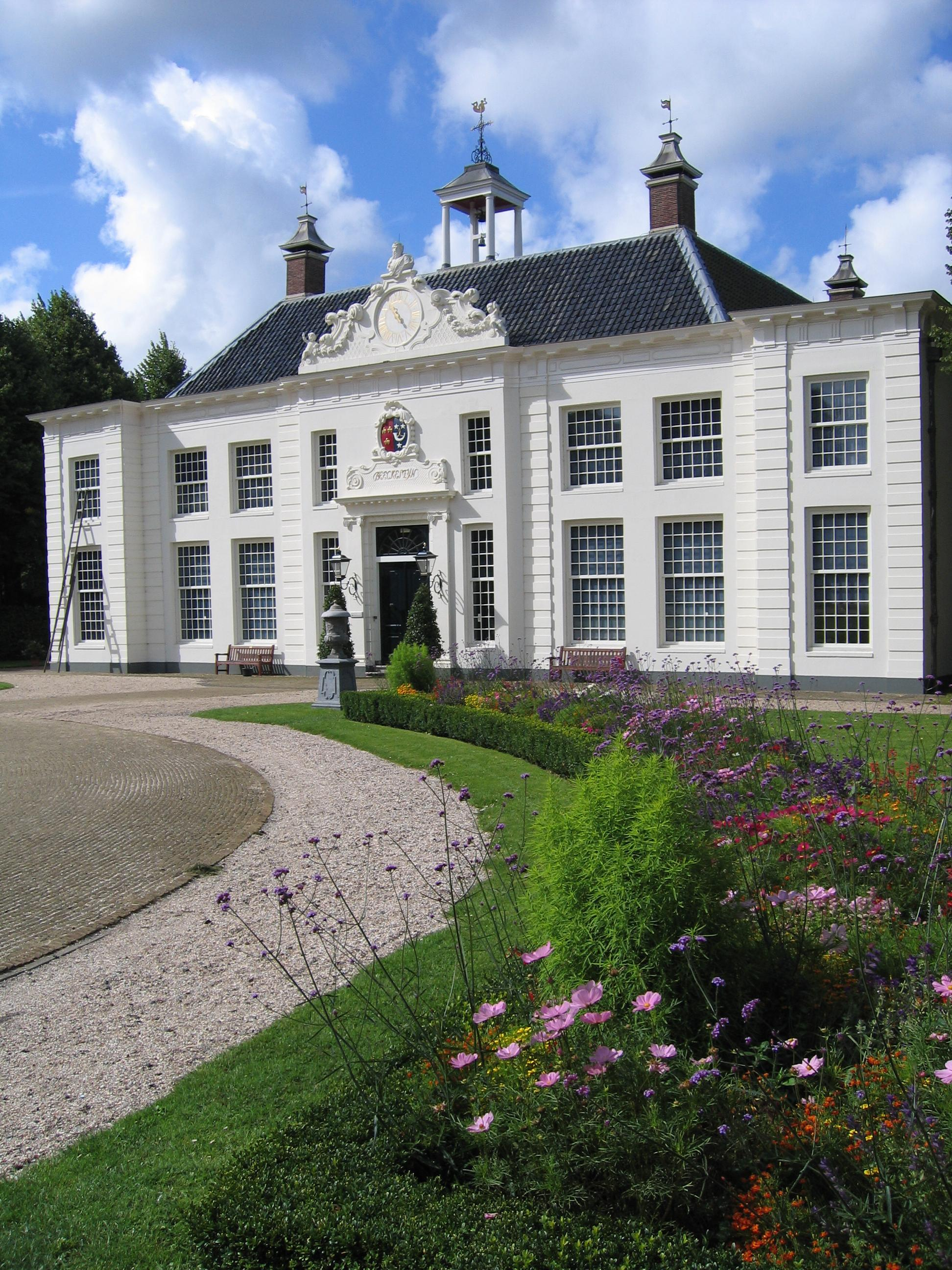
Beeckestijn te Velsen.

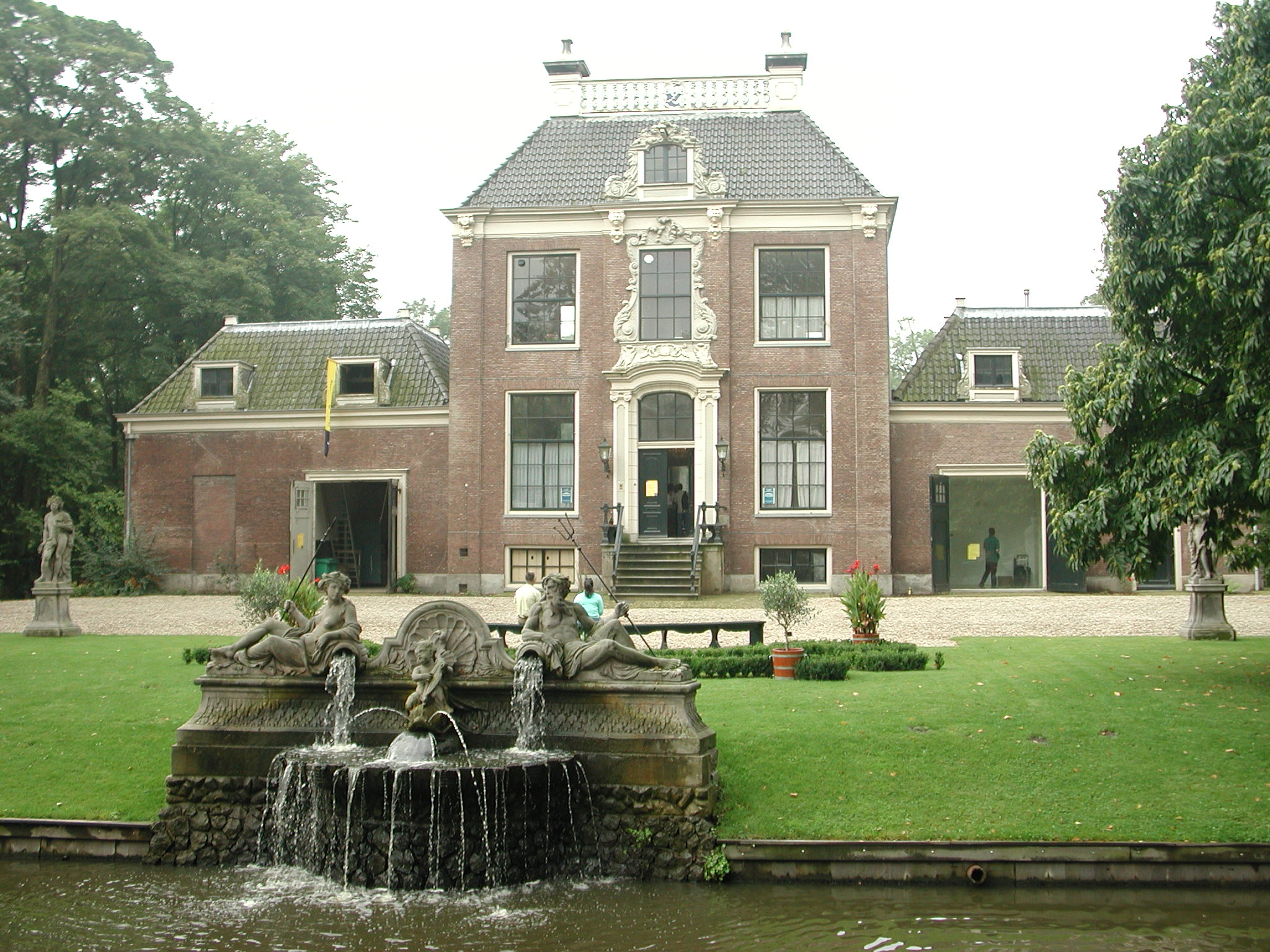
Frankendael in de Watergraafsmeer.

Een buitenplaats, hofstede, landhuis of kortweg buiten is een (zomer)verblijf voor rijke stedelingen. Bekende Nederlandse bezitters van buitenplaatsen waren Constantijn Huygens, Cornelis de Graeff, admiraal Cornelis Tromp, Isaac de Pinto, Jan Gildemeester Jansz. en Petrus Laurentius Regout.

## Geschiedenis
Welgestelde stedelingen investeerden vanaf het einde van de zestiende eeuw hun spaargeld in landhuizen en landbezit. Dit deed men om 's zomers de stank, de pest en de drukte te vermijden. Om het kavel rendabel te maken werd er een boerderij gebouwd, die werd verpacht. De boerderij was aanvankelijk voorzien van een aparte herenkamer, een luxekamer, die door de landheer en zijn familie ’s zomers kon worden gebruikt voor hun verpozing. Boerderijen met zo'n herenkamer worden vaak als hofstede aangeduid. Omdat de eigenaren steeds rijker werden in het midden van de 17e eeuw, werd er in de loop der jaren een apart buitenhuis gebouwd, naast de boerderij op het landgoed. Uiteindelijk ontwikkelde deze trend zich vanaf het einde van de 17e eeuw in de bouw van luxueuze buitenplaatsen met barokke, symmetrische siertuinen.
De pachter bleef het land bewerken, en zorgde voor fruit en groente, of diende als schipper of voerman voor de zomergasten van de buitenplaats. Veelal waren de eigenaren uitermate geïnteresseerd in botanie en de aankweek van (subtropische) siergewassen in kassen of tegen een slangenmuur, zoals Joan Huydecoper van Maarsseveen, George Clifford, Johannes Burman of Willem Röell die ook commissaris van de Hortus Botanicus Amsterdam waren.
Buitenplaatsen liggen meestal in landschappelijk aantrekkelijke gebieden die tegelijkertijd ook goed vanuit de stad bereikbaar waren, zoals aan de Vecht, de Amstel, in het Kennemerland, het Gooi, aan de Vliet en aan de duinrand bij Wassenaar en Den Haag. Ook in polders als de Watergraafsmeer en de Beemster waren veel buitenplaatsen te vinden, evenals op het eiland Walcheren. In de negentiende eeuw kwamen nieuwe gebieden in de mode waar buitenplaatsen werden gesticht, zoals de Utrechtse heuvelrug en het gebied rond Breda en Arnhem. Waar buitenplaatsen zich aaneen rijen spreekt men wel van een buitenplaatsenlandschap of landgoederenzones.
Buitenplaatsen worden soms aangezien voor kastelen, maar een kasteel is over het algemeen een adellijk bezit, terwijl een buitenplaats veelal eigendom was van leden van de burgerij. Sommige kastelen zijn in de zeventiende eeuw wel in een buitenplaats veranderd, zoals kasteel Marquette te Heemskerk, dat Jacob Boreel liet afbreken om er iets nieuws voor in de plaats te zetten.
De kern van een buitenplaats was het herenhuis. Daaromheen lag een pleziertuin waarin gewandeld kon worden, met sierfonteinen, en standbeelden of soms een menagerie. Meestal waren er ook een oranjerie met uitheemse planten en andere tot vermaak strekkende zaken, zoals een theekoepel, volière of schelpengrot. Bij een buitenplaats hoorde ook vaak een productiebos.
Aan het einde van de 18e eeuw vielen veel buitenplaatsen onder de bijl. In de loop van de negentiende eeuw werden ze meestal ook te duur om slechts in het zomerseizoen te worden bewoond.
In de jaren negentig van de twintigste eeuw nam de overheid het initiatief om nieuwe buitenplaatsen tot ontwikkeling te brengen. Een voorbeeld hiervan is Scholtenszathe in Klazienaveen.

## Definitie Historische Buitenplaats
De Rijksdienst voor het Cultureel Erfgoed hanteert de volgende definitie voor Historische Buitenplaats:
Een historische buitenplaats is aangelegd. Zij kan deel vormen van een landgoed. Het geheel wordt met name gevormd door een, eventueel thans verdwenen, in oorsprong versterkt huis, kasteel, buitenhuis of landhuis, met bijgebouwen, omgeven door tuinen en/of park met één of meer van de volgende onderdelen: grachten, waterpartijen, lanen, boomgroepen, parkbossen,  (sier)weiden, moestuinen, ornamenten.

De samenstellende onderdelen, een ensemble vormend, van terreinen (met beplanting), lanen, waterpartijen en -lopen, gebouwen, bouwwerken en ornamenten zijn door opzet of ontwerp van tuin en park en het (utilitair) gebruik historisch en architectonisch met elkaar verbonden en vormen zo een onlosmakelijk geheel. Onderdeel van de historische buitenplaats vormen die gebouwen, bouwwerken en tuinornamenten, die compositorisch deel uitmaken van het ontwerp of opzet en inrichting van de tuin- en/of parkaanleg dan wel dienen voor gebruik in samenhang met de oorspronkelijke bestemming.

## Jaar van de Historische Buitenplaats
Het jaar 2012 is in Nederland uitgeroepen tot het Jaar van de Historische Buitenplaats. Op 29 maart heeft de officiële opening van het jaar plaatsgevonden in de Andrieskerk in Amerongen, waarna er een receptie was in het koetshuis van Kasteel Amerongen. Met dit themajaar wil de Stichting Themajaar Historische Buitenplaatsen 2012 "veel meer mensen in ons land bekend maken met historische buitenplaatsen en daarmee aandacht vragen voor het behoud van dit belangwekkend culturele erfgoed".

## Bekende buitenplaatsen
- Berbice te Voorschoten
- Biljoen te Velp
- Boekesteyn te 's-Graveland
- Bolenstein te Maarssen
- Clingendael te Wassenaar
- Beeckestijn te Velsen
- Beek en Hof te Loenen aan de Vecht
- Berkenrode en Oud-Berkenroede te Heemstede
- Elswout te Overveen
- Eyckenstein te Maartensdijk
- Frankendael in de Watergraafsmeer
- Gooilust te 's-Graveland
- Goudestein te Maarssen

- Groeneveld te Baarn
- Gunterstein te Breukelen
- Hartekamp te Heemstede
- Hof te Dieren nabij Dieren
- Hofwijck te Voorburg
- Huis te Manpad te Heemstede
- Keppel te Laag-Keppel
- Keukenhof te Lisse
- La Grande Suisse te Maastricht
- De Liesbosch te Utrecht
- Op Buuren te Maarssen
- Oranjewoud te Oranjewoud
- Oud-Poelgeest te Oegstgeest

- Rosendael te Rozendaal
- Rotsoord te Utrecht
- Rustenhoven te Maartensdijk
- Sandwijck De Bilt
- Schaep en Burgh te 's-Graveland
- Soestdijk te Baarn
- Sparrendaal te Driebergen
- Trompenburgh te 's-Graveland
- Vaeshartelt te Maastricht
- Vecht en Dijk te Maarssen
- Vechtevoort te Maarssen
- Vollenhoven De Bilt
- De Vosheuvel te Amersfoort
- Wester-Amstel te Amstelveen
- Zandbergen Huis ter Heide

## Canon van Nederland
Buitenhuizen zijn als een van de vijftig thema's opgenomen in de canon van Nederland van de commissie-Van Oostrom.

## Canon van Amsterdam
- Buitenhuizen is venster nummer 21 van de Canon van Amsterdam.